# Dai Davies (calciatore)
William David Davies, detto Dai (Ammanford, 1º aprile 1948 – 10 febbraio 2021) è stato un calciatore gallese, di ruolo portiere.

## Carriera

### Club
Ha giocato nella massima serie dei campionati inglese e gallese. Nelle stagioni 1981-1982 e 1982-1983 ha giocato 2 partite in ciascuna delle edizioni della Coppa delle Coppe.

### Nazionale
Dal 1975 al 1982 ha giocato 52 partite con la nazionale gallese.

## Palmarès

### Club

#### Competizioni nazionali
- Coppa del Galles: 2

Swansea City: 1981-1982, 1982-1983